# Hyde Park Motor Stores
Hyde Park Motor Stores war ein britischer Hersteller von Automobilen.

## Unternehmensgeschichte
Das Unternehmen aus London begann 1903 mit der Produktion von Automobilen. Der Markenname lautete HPS. 1904 endete die Produktion.

## Fahrzeuge
Im Angebot standen Kleinwagen. Genannt ist das Modell 6 HP. Ein Einbaumotor von De Dion-Bouton war vorne im Fahrzeug montiert und trieb die Hinterachse an.